# Tchórzowski

Herb

Tchórzowski (Tchórzewski) – polski herb szlachecki.

## Opis herbu
Opis z wykorzystaniem zasad blazonowania, zaproponowanych przez Alfreda Znamierowskiego:
W polu czerwonym dwa kroje płużne w krzyż skośny, srebrne, pod nimi takiż krzyż kawalerski, nad nimi takaż gwiazda.
Klejnot – trzy pióra strusie.
W wieku XVI, z którego pochodzą pierwsze wzmianki o herbie, nie znano jego barw ani klejnotu. Rekonstrukcja tych elementów pochodzi od Tadeusza Gajla, który posiłkował się Uzupełnieniami do Księgi Herbowej Rodów Polskich.

## Najwcześniejsze wzmianki
Pieczęć Stanisława Tchórzowskiego z 1578.

## Herbowni
Herb ten był herbem własnym, więc przysługiwał tylko jednemu rodowi herbownych:
Tchórzowski (Tchórzewski).